# 尹相現 (演員)
尹相現（： Youn Sang-Hyun，2002年4月8日—），韓國男演員，2022年於電視劇《王后傘下》出道。

## 影視作品

### 電視劇
| 年份   | 播放平台  | 劇名             | 角色     | 備註 |
| 2022年 | tvN       | 《王后傘下》     | 武矸大君 | 配角 |
| 2024年 | JTBC      | 《低谷醫生》     | 南博德   | 配角 |
| 2024年 | SBS       | 《好搭檔》       | 朴瑞振   | 客串 |
| 2024年 | JTBC      | 《偶然成為家人》 | 李俊浩   | 配角 |
| 2024年 | Channel A | 《結婚吧You》    | 周東錫   |      |
| 2025年 | SBS       | 《寶物島》       | 許兌允   | 配角 |

### 電影
| 年份   | 片名               | 角色   | 性質 | 備註  |
| 2025   | 《卷卷初戀》       | 白成來 | 主演 | [ 7 ] |
| 待公布 | 《瘋狂舞蹈辦公室》 | 賢德   | 配角 | [ 8 ] |

## 綜藝節目
| 年份   | 播放平台 | 節目名稱         | 備註  |
| 2025年 | JTBC     | 團結才能踢第四季 | [ 9 ] |

## 外部連結
- 官方网站
- 尹相現的Instagram帳戶
- 尹相現在NAVER上的资料
- 尹相現在Daum上的资料
- 尹相現在互联网电影资料库（IMDb）上的資料（英文）
- 尹相現在HanCinema的頁面（英文）